# マラー・ストラナ
座標: 北緯50度05分17秒 東経14度24分14秒 / 北緯50.08806度 東経14.40389度

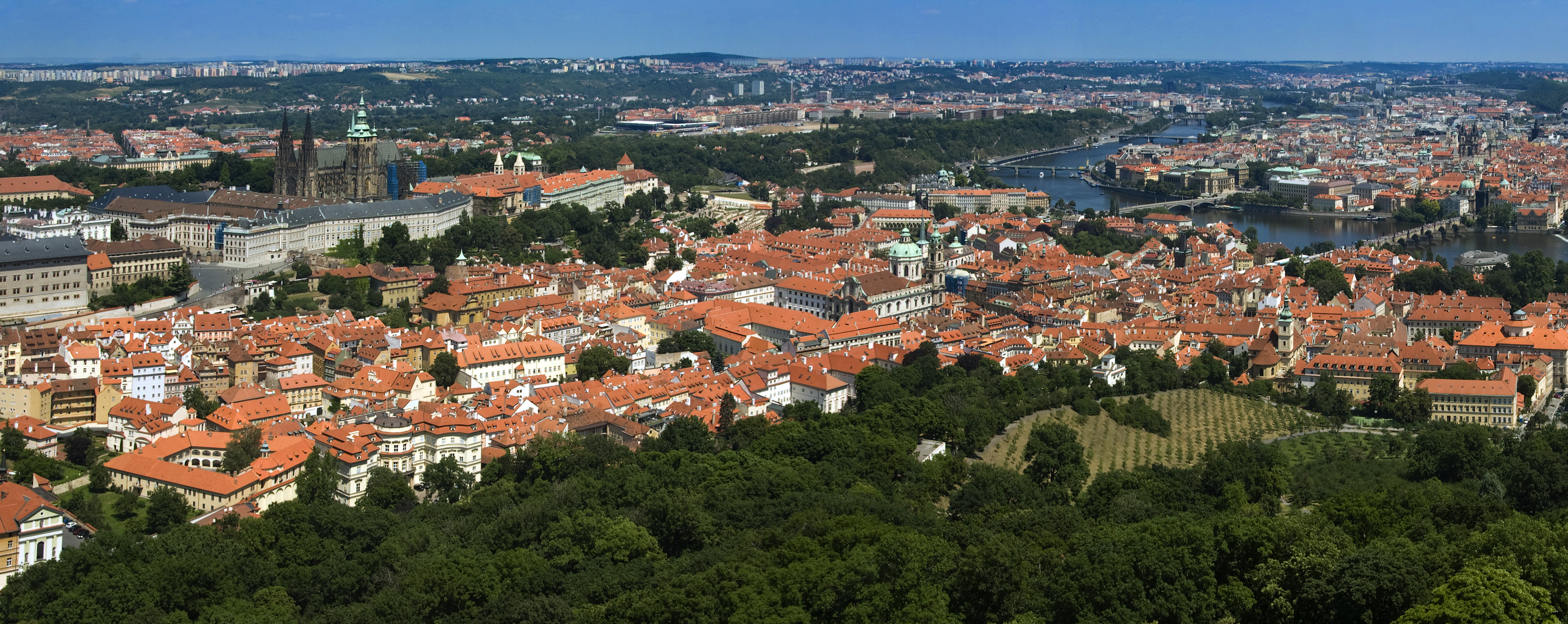
ペトシーン丘から望むマラー・ストラナ

マラー・ストラナ（チェコ語: Malá Strana）は、チェコ共和国の首都プラハにあるフラッチャニ地区の南に位置するプラハ歴史地区であり、カレル橋により旧市街と結ばれている。
マラー・ストラナの日本語の意味は小地区であり、その他に城下町とも訳出される。

## 略歴
狭い路地、広場、庭園など二つの丘の麓に横たわっている。丘の上にはプラハ城があり、ペトシーンの生い茂った木に囲まれている。
初期のマラー・ストラナの集落は、現在のマラー・ストラナ広場のあたりであり、おそらく紀元前1千年紀頃には存在していたと考えられている。貿易ルートを通じて、ヴルタヴァ川の早瀬に乗って東から西へと横断していた。
1140年から1172年にかけてボヘミア王ヴラジスラフ2世による治世中、ヴルタヴァ川で洪水が発生した。木製の橋は破壊されたことにより、新たに、国王の妻テューリンゲンのユディにちなんで名付けられた石の橋を建設した。これは、壮大な催しであった。当時、中央ヨーロッパではドナウ川のレーゲンスブルクとエルベ川のドレスデンの石橋が2つだけ存在しているだけであった。
経済効果も明らかにあった。新しい橋は洪水に対して強い抵抗を示し、それにましてはるかに大きな容量を持つ荷車を移動させることができた。このことにより、ヴルタヴァ川の両岸においてプラハにある他の集落との緊密な繋がりと関係を増し、マラー・ストラナの人口の発展と成長における多大なる貢献をした。
1257年、プシェミスル家のボヘミア王オタカル2世がプラハ城下の多数の集落を融合し一つの管理単位にしたうえで、正式に町マラー・ストラナを創設した。オタカル2世は要塞の守備のため都市の城壁の建設を命じた。カレル1世の治世下において町は発展、南部にあるペトシーンまで面積を大幅に拡大した。1360年、町は餓えの壁（Hladová zeď）と呼ばれた城壁に囲まれた。それ以来　町マラー・ストラナは城の守備のため戦略的に重要な場所となった。フス戦争の間、たび重なる戦乱のため荒廃した。1541年、町マラー・ストラナは火災により大きな損傷を受けた。17世紀前半、ヨーロッパで荒れ狂った内戦、三十年戦争によって、プラハだけでなく、他の都市も繰り返し破壊や荒廃を経験した。マラー・ストラナはスウェーデン軍によって占拠された。17世紀から18世紀後半、マラー・ストラナは急速に壮大なバロック様式の宮殿の建設が進められた。今日においてもマラー・ストラナの建物はバロック様式が主流である。

## 見どころ

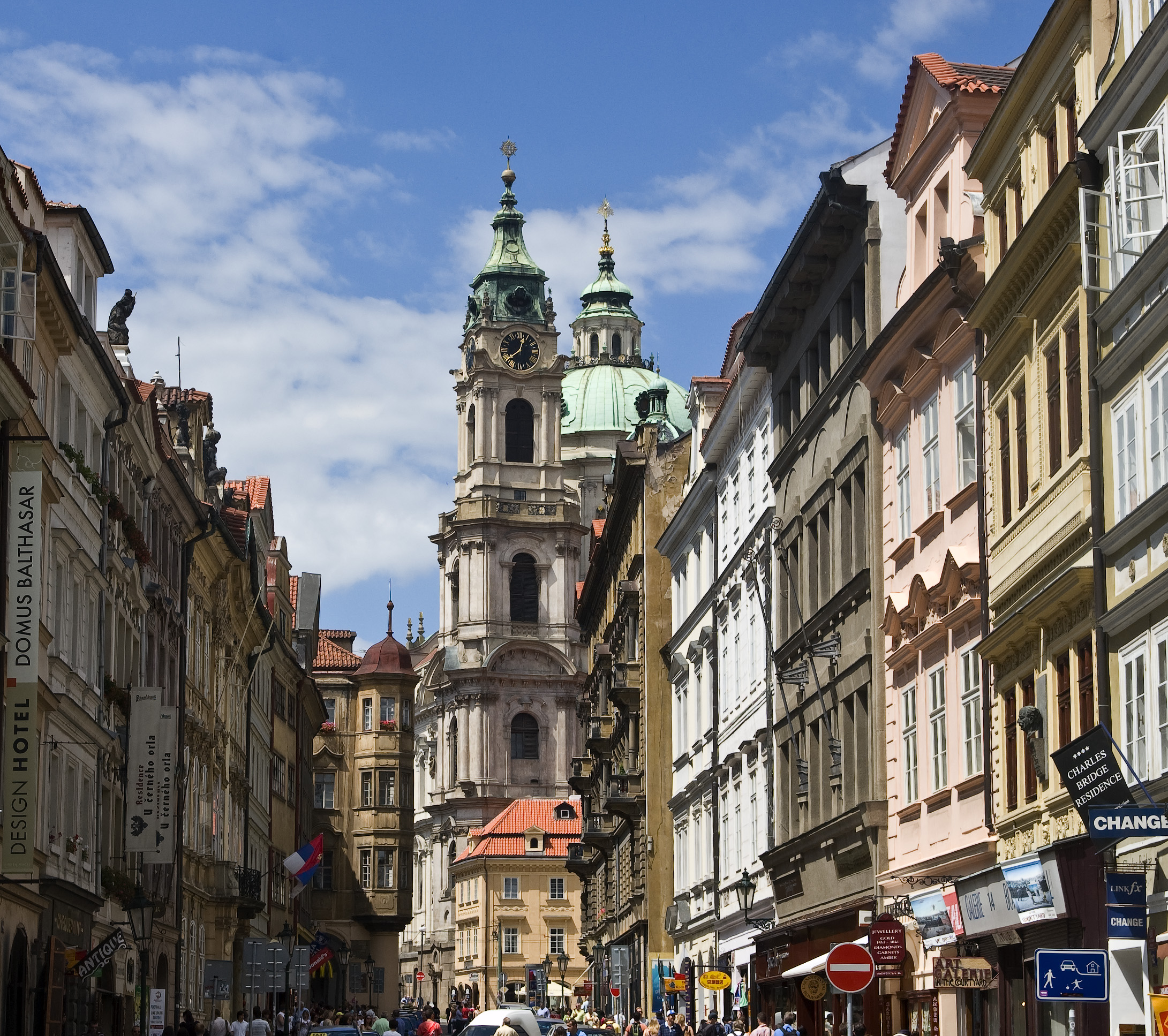
マラー・ストラナの賑やかな通り

- 聖ミクラーシュ教会 - マラー・ストラナ広場にあり、1704年から1756年にかけて建てられたディエンツェンホーファー親子の傑作である。典型的なプラハのバロック様式である。
- 作家ヤン・ネルダの名に因んだネルドヴァ通りがある。
- マラー・ストラナ広場
- ペトシーン公園
- ペトシーン展望台
- 餓えの壁
- ヴァレンシュタイン宮殿
- リヒテンシュタイン宮殿 - 聖ミクラーシュ教会の反対側にある。
- シュテルンベルク宮殿
- 勝利のマリア教会 - 1611年から1613年にかけて建てられた。聖なるプラハの幼子イエスの銅像がある。